# Rönnebo pensionat

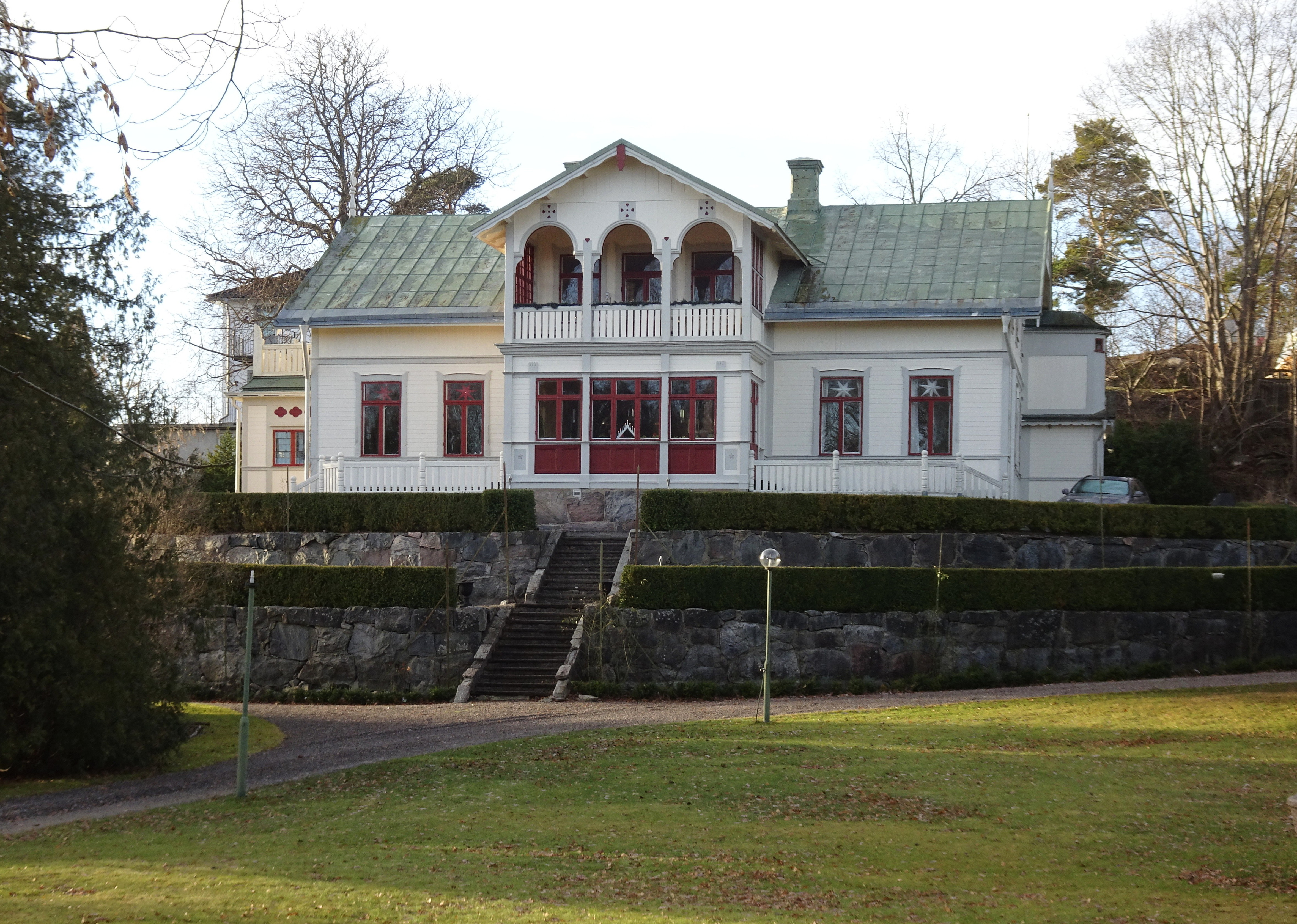
Rönnebo pensionat

Rönnebo pensionat är en villa vid Villagatan 12 i Trosa. Huset fick sitt nuvarande utseende av arkitekten Lars Israel Wahlman och är sedan 1983 ett byggnadsminne.

## Historik

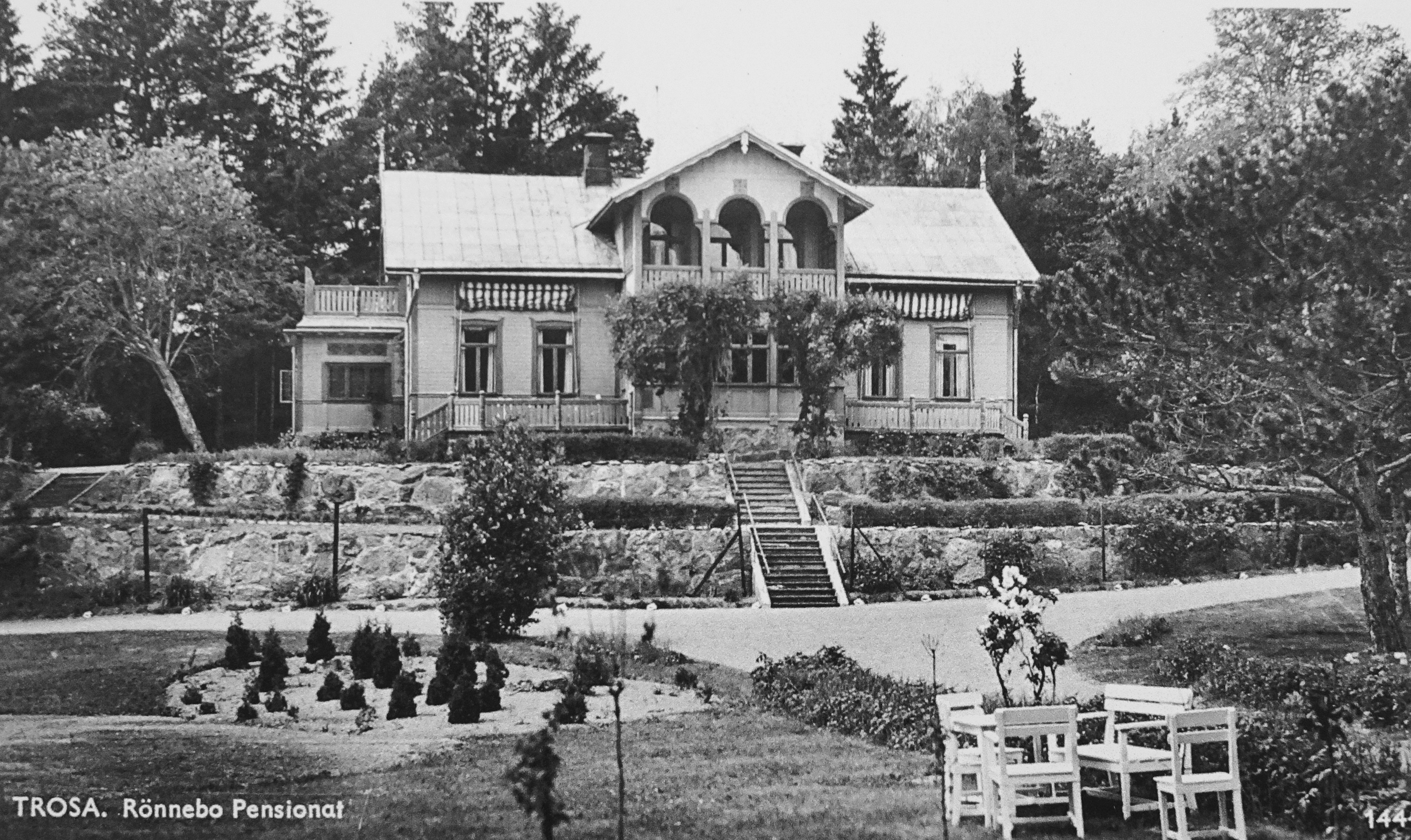
Rönnebo pensionat på 1940-talet

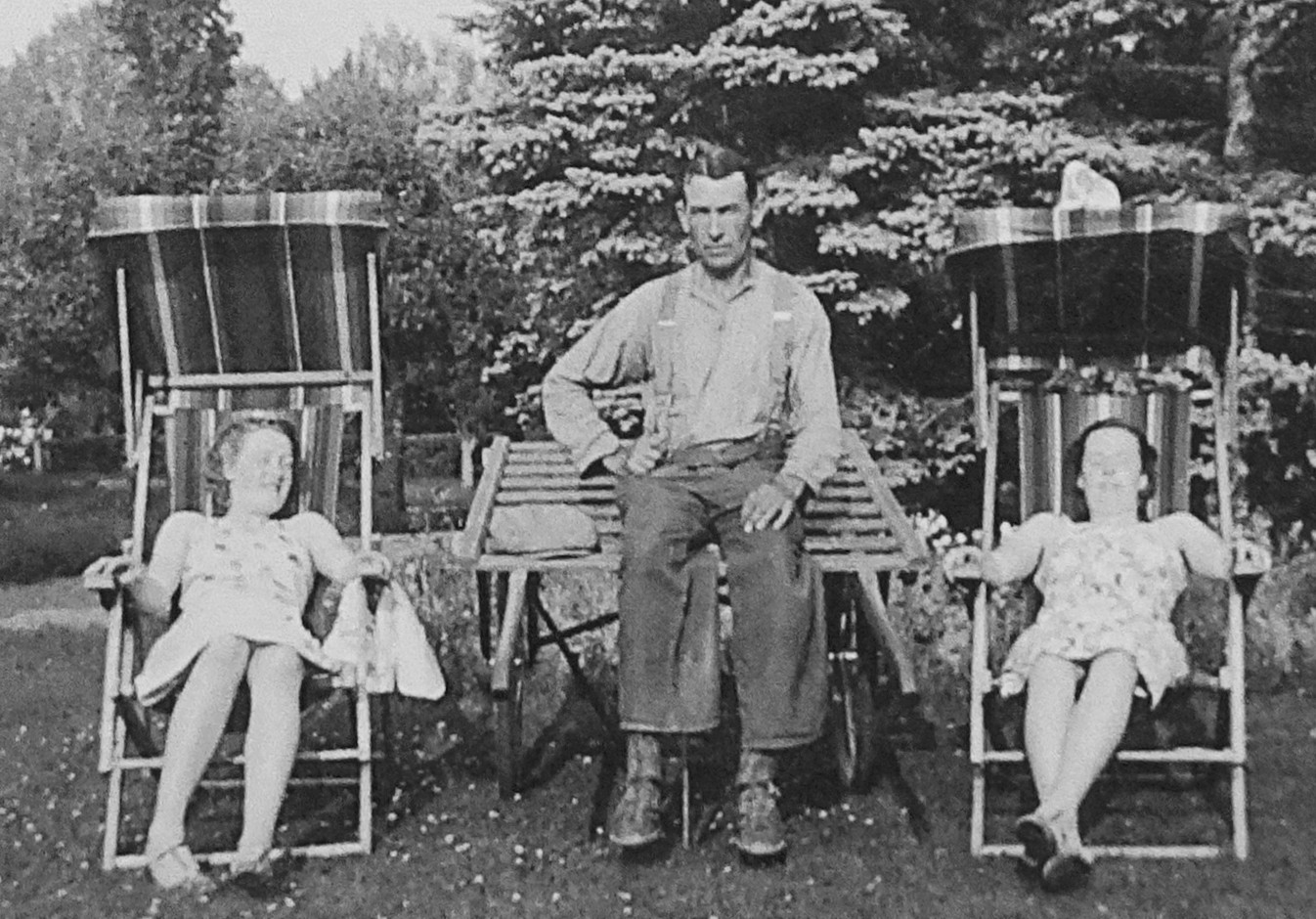
Gäster i parken, 1940-tal

Villan uppfördes 1895 som privatbostad åt friherre Carl Alexander Fredrik Gyllenhaal (1814-1910) i tidstypisk villastil. Huset fick namnet Villa Almati. Byggnaden är ett trähus i en våning med inredd vind under ett sadeltak. Fasaderna är panelade och avfärgade i varmvit kulör. Mitt på huvudfasaden märks en framskjutande frontespis med veranda i övervåningen samt en utbyggd förstuga på varje gavel. Terrängen närmast framför huvudbyggnaden är terrasserad och anlagd som en parkliknade trädgård. Förutom huvudbyggnaden finns på tomten två mindre bostadshus och tre uthus.
1903 förvärvades Villa Almati av provinsialläkaren Magnus Stenberg som ändrade namnet till Villa Rönnebo. Han och hans fru var förtjusta i jugendstilen och anlitade arkitekten Lars Israel Wahlman att omgestalta huset. Wahlman gav Rönnebo ett delvis nytt utseende i nationalromantisk stil och med fornnordiska detaljer som drakhuvuden och stiliserade rönnlöv.
Trädgårdsarkitekten Eira Samuelsson (född 1895) köpte fastigheten i slutet av 1920-talet och öppnade 1935 pensionatsrörelse i huset. Hon var en av Sveriges första kvinnliga trädgårdsarkitekter, med utbildning i Tyskland. Hon gestaltade den stora parken i italiensk anda med bland annat cypresser och silvergranar. Samuelsson satte även sin personliga prägel på inredningen. Bland annat dekorerade hon väggarna med blomsterslingor och andra naturinspirerade figurer. Till sin hjälp hade hon konstnären Ingeborg Wettergren. 
Rönnebo drevs som pensionat under sommarhalvåret. Resten av året bodde Samuelsson ensam i huset i sitt privata rum vid köket. Gästerna var ofta äldre personer ur den högre medelkassen och i regel kom de år efter år och stannade flera veckor. Under andra världskriget bodde bland annat tyska militärattachéer på Rönnebo. Under de sista krigsdagarna inkvarterades den tyska generalen Walter Schellenberg på Rönnebo. Han skickades tillsammans med en delegation till Sverige för att förhandla med de allierade om Tysklands kapitulation.
Med tiden kom allt färre gäster till Rönnebo, och i början av 1980-talet lades rörelsen ner. Åren 1980–1981 utfördes en byggnadsdokumentation av Sörmlands museum, vid vilken också Eira Samuelsson deltog. I juni 1983 förklarades huvudbyggnadens exteriör och interiör, samt den omgivande parken, som byggnadsminne. Till byggnadsminnet hör även det före detta annexet söder om huvudbyggnaden och den tidigare tjänstebostaden norr om huvudbyggnaden. Samtliga hus är numera privatbostäder.

## Bilder

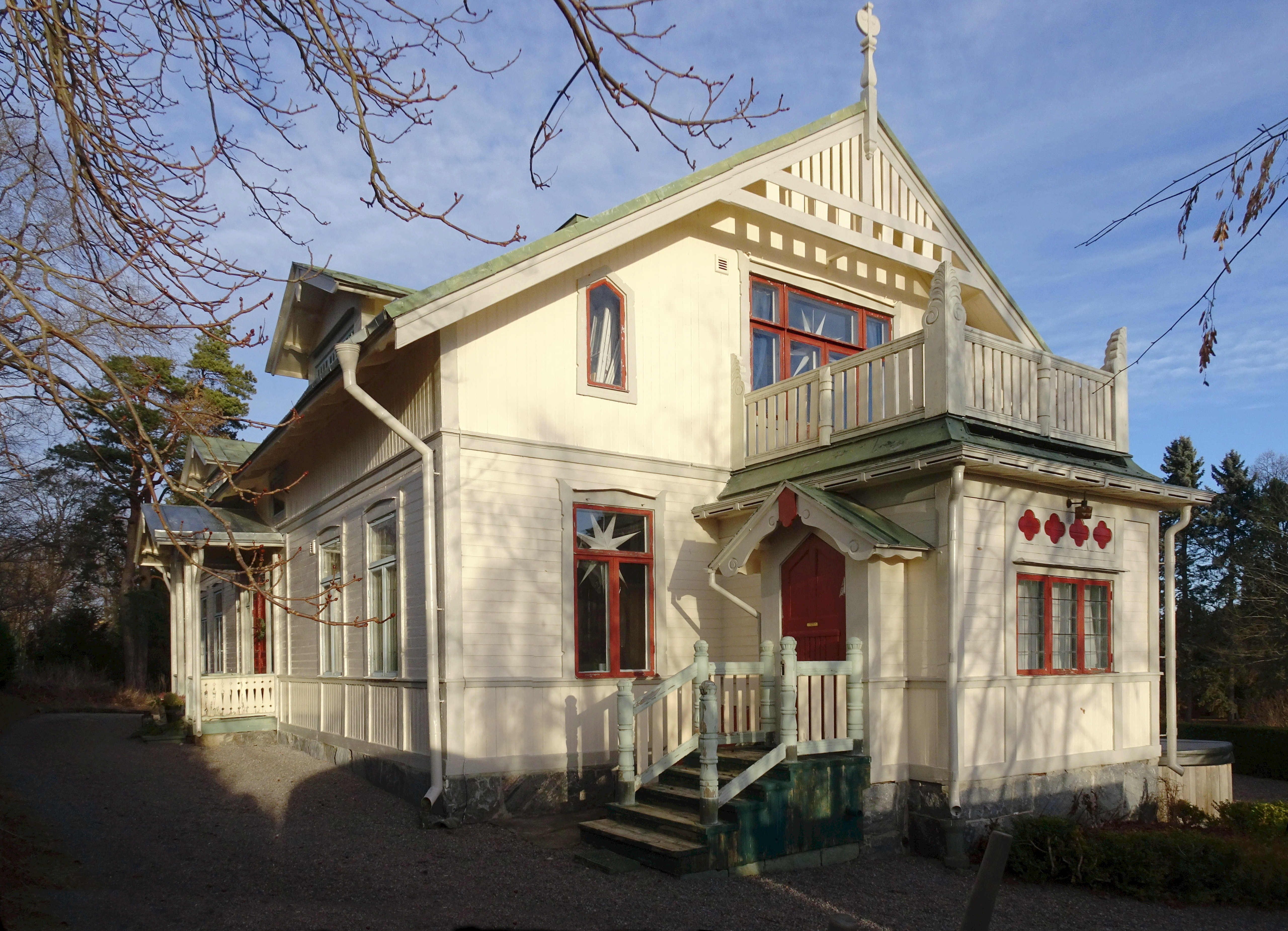
Huvudbyggnaden mot söder
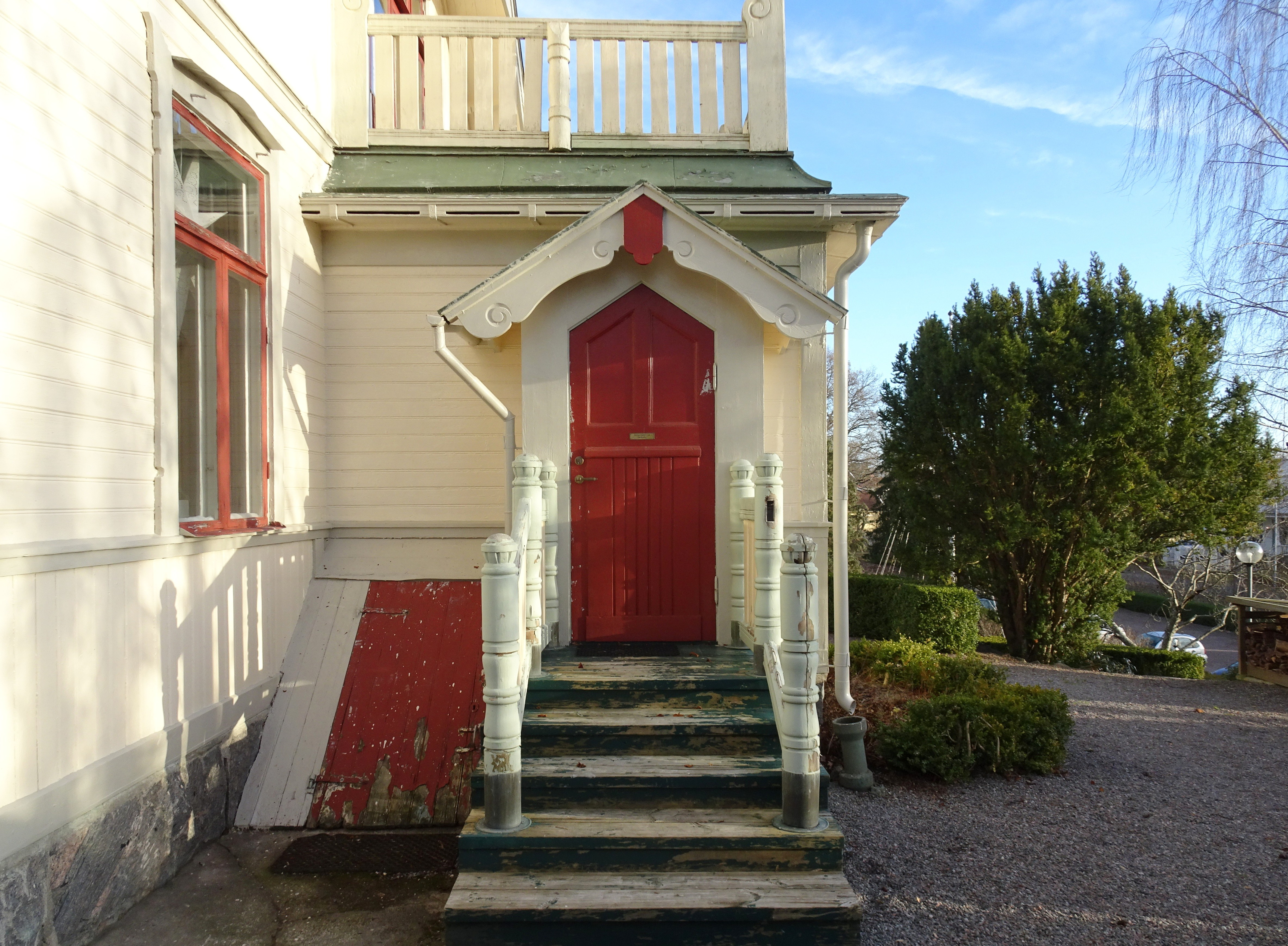
Entré till södra förstugan
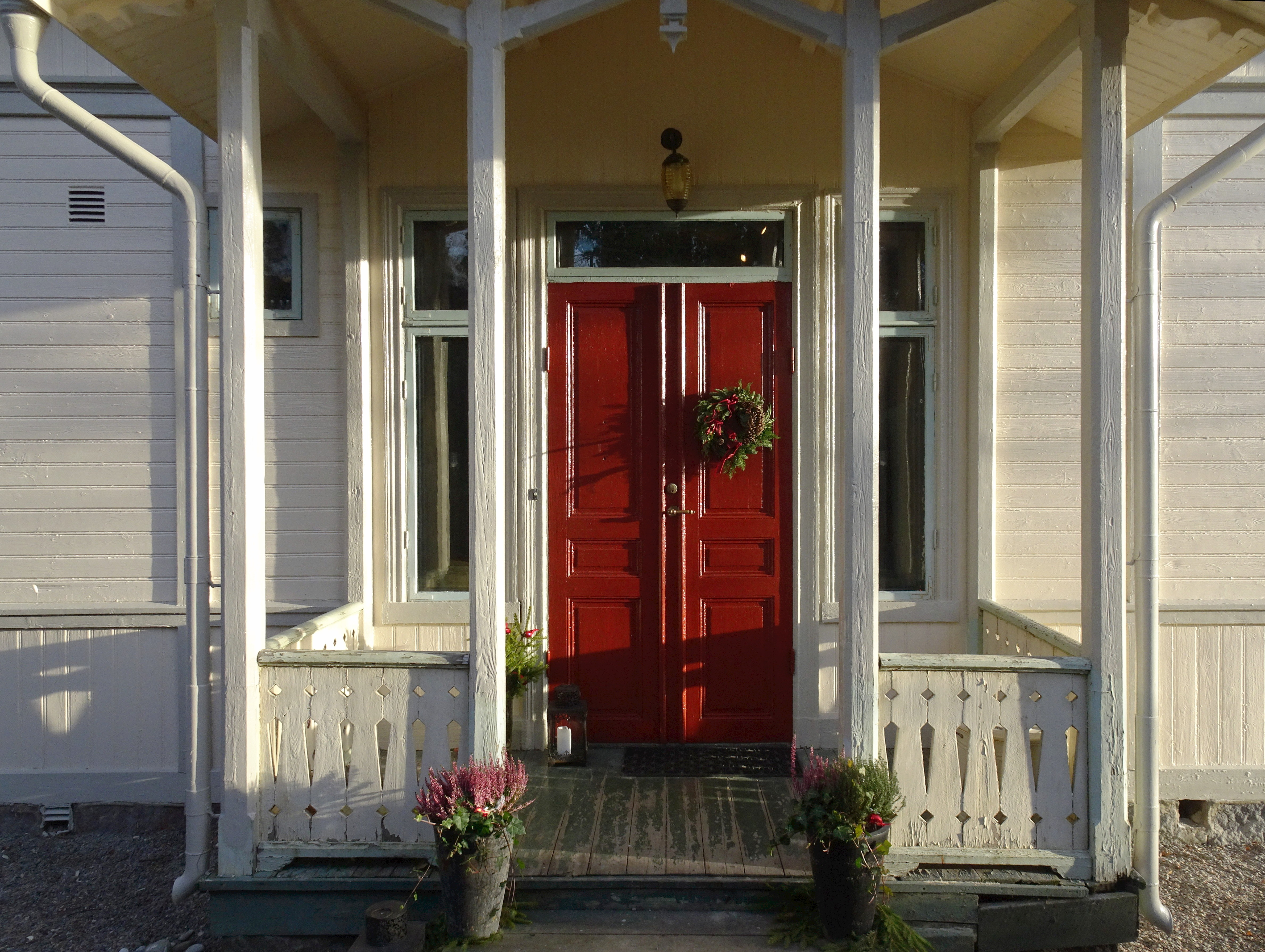
Huvudentrén
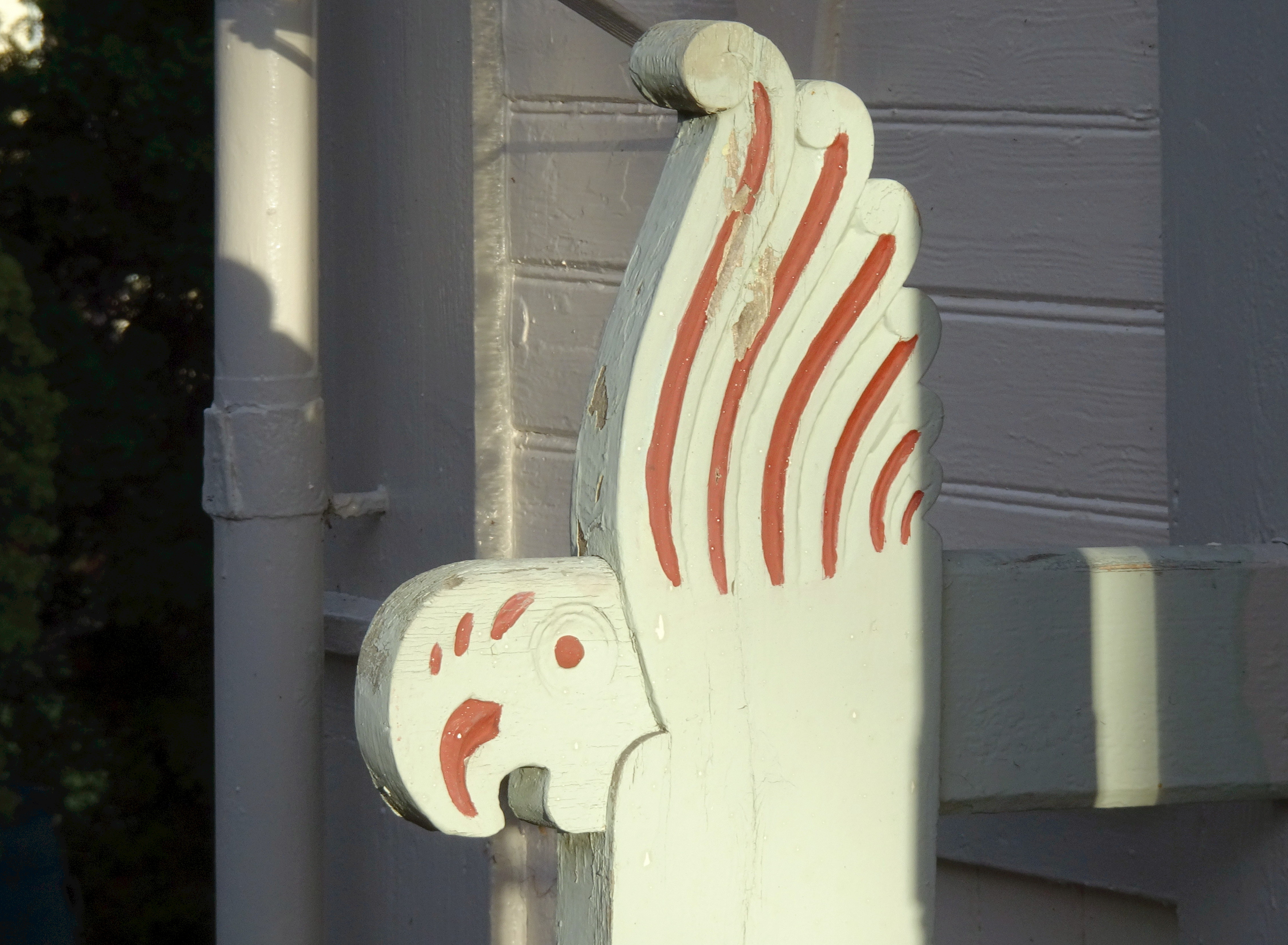
Fasadutsmyckning
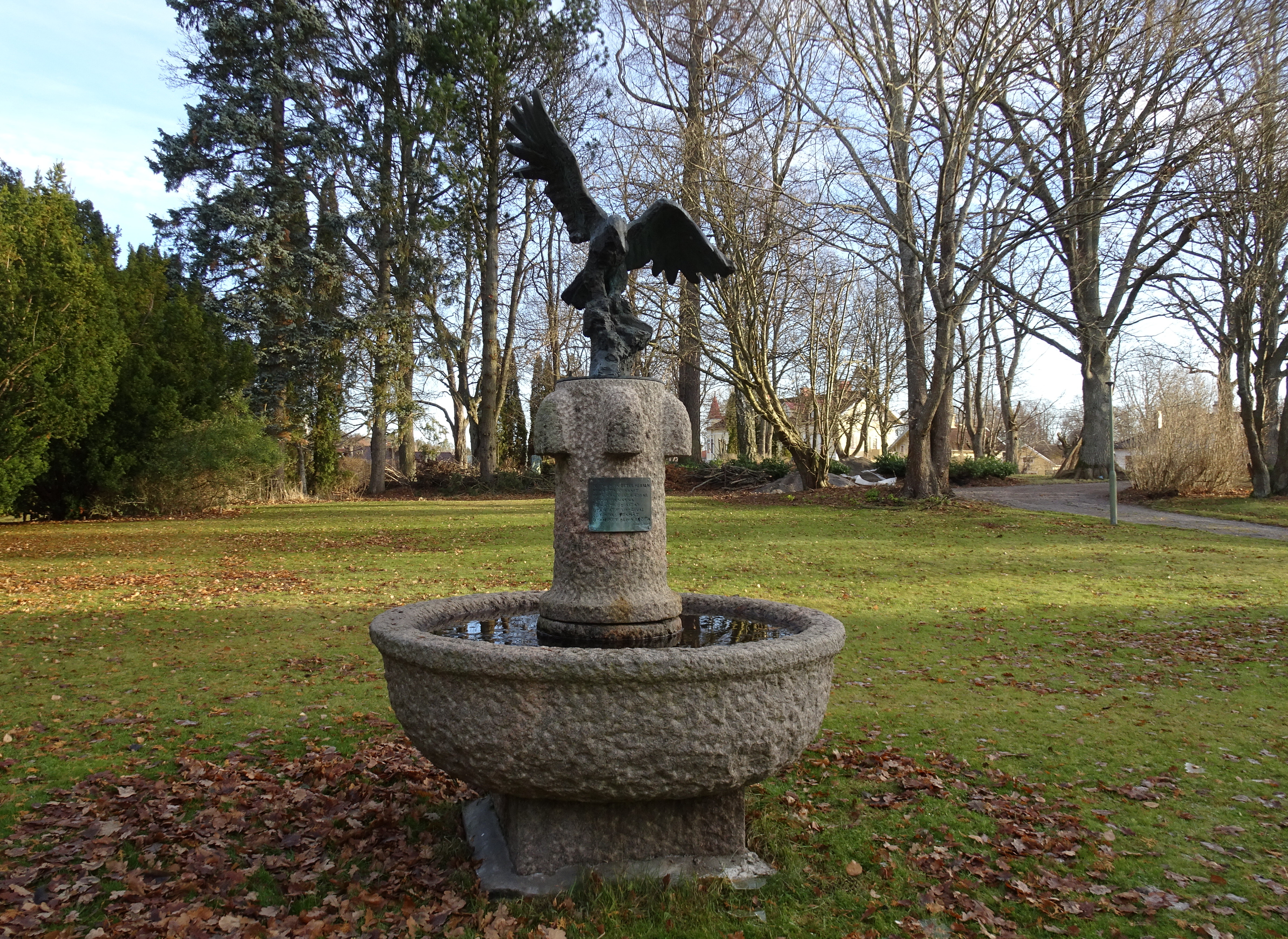
Parken med fontänskulpturen
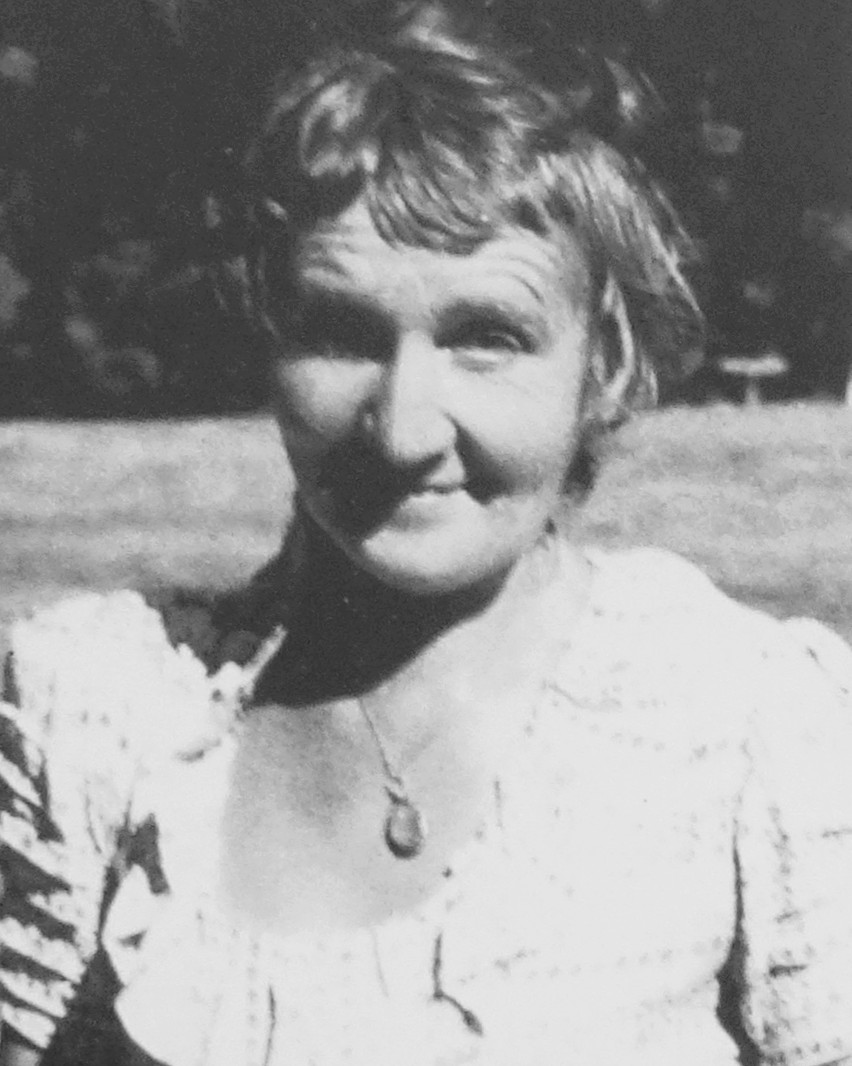
Eira Samuelsson